# جائزة فرنسا الكبرى للدراجات النارية 1998
جائزة فرنسا الكبرى للدراجات النارية 1998 هو سباق دراجات نارية أقيم بتاريخ 31 مايو 1998. كان الجولة الخامسة من أصل 14 في سباق الجائزة الكبرى للدراجات النارية موسم 1998. فاز أليكس كريفيل بسباق فئة 500 سي سي بينما جاء ميك دوهان في المركز الثاني وحصل على المركز الثالث كارلوس تشيكا.

## وصلات خارجية
- الموقع الرسمي